# JSON-LD
JSON-LD, o JavaScript Object Notation for Linked Data, es un método de codificación de datos enlazados usando JSON. Uno de sus objetivos era requerir el menor esfuerzo posible de los desarrolladores para transformar su JSON existente en JSON-LD. Esto permite que los datos sean serializados de una manera que es similar al JSON tradicional. Es una recomendación del World Wide Web Consortium que ha sido desarrollada por el JSON for Linking Data Community Group antes de que fuese transferido al RDF Working Group para su revisión, mejora y estandarización.
JSON-LD está diseñado en torno al concepto de un "contexto" para proporcionar asignaciones adicionales de JSON a un modelo RDF. El contexto enlaza las propiedades de objetos en un documento JSON a conceptos de una ontología. A fin de asignar la sintaxis JSON-LD a RDF, JSON-LD permite que los valores sean forzados a un tipo especificado o etiquetados con un lenguaje. Un contexto se puede incorporar directamente a un documento JSON-LD o se puede poner en un archivo separado y referenciado desde diferentes documentos (a partir de documentos JSON tradicionales mediante una cabecera HTTP Link).

## Ejemplo
```
{

  
"@context"
:
 
{

    
"name"
:
 
"http://xmlns.com/foaf/0.1/name"
,

    
"homepage"
:
 
{

      
"@id"
:
 
"http://xmlns.com/foaf/0.1/workplaceHomepage"
,

      
"@type"
:
 
"@id"

    
},

    
"Person"
:
 
"http://xmlns.com/foaf/0.1/Person"

  
},

  
"@id"
:
 
"http://me.example.com"
,

  
"@type"
:
 
"Person"
,

  
"name"
:
 
"John Smith"
,

  
"homepage"
:
 
"http://www.example.com/"

}

```

El ejemplo anterior describe a una persona, basado en el vocabulario FOAF. En primer lugar, las dos propiedades JSON name y homepage y el tipo person son asignados a conceptos en el vocabulario FOAF y se especifica que el valor de la propiedad homepage es del tipo @id, es decir, se especifica que es un IRI en la definición del contexto. Basado en el modelo RDF, esto permite que la persona descrita en el documento sea identificada sin ambigüedad por un IRI. El uso de IRIs resolubles permite que los documentos RDF contengan más información transcluida que permite a los clientes descubrir nuevos datos, simplemente siguiendo esos enlaces; este principio se conoce como Follow Your Nose (Sigue tu nariz).
Al tener todos los datos anotados semánticamente como en el ejemplo, un procesador RDF puede identificar que el documento contiene información sobre una persona (@type) y si el procesador entiende el vocabulario FOAF puede determinar qué propiedades especifican el nombre y la página principal de la persona.